# Maria Schutz und St. Andreas

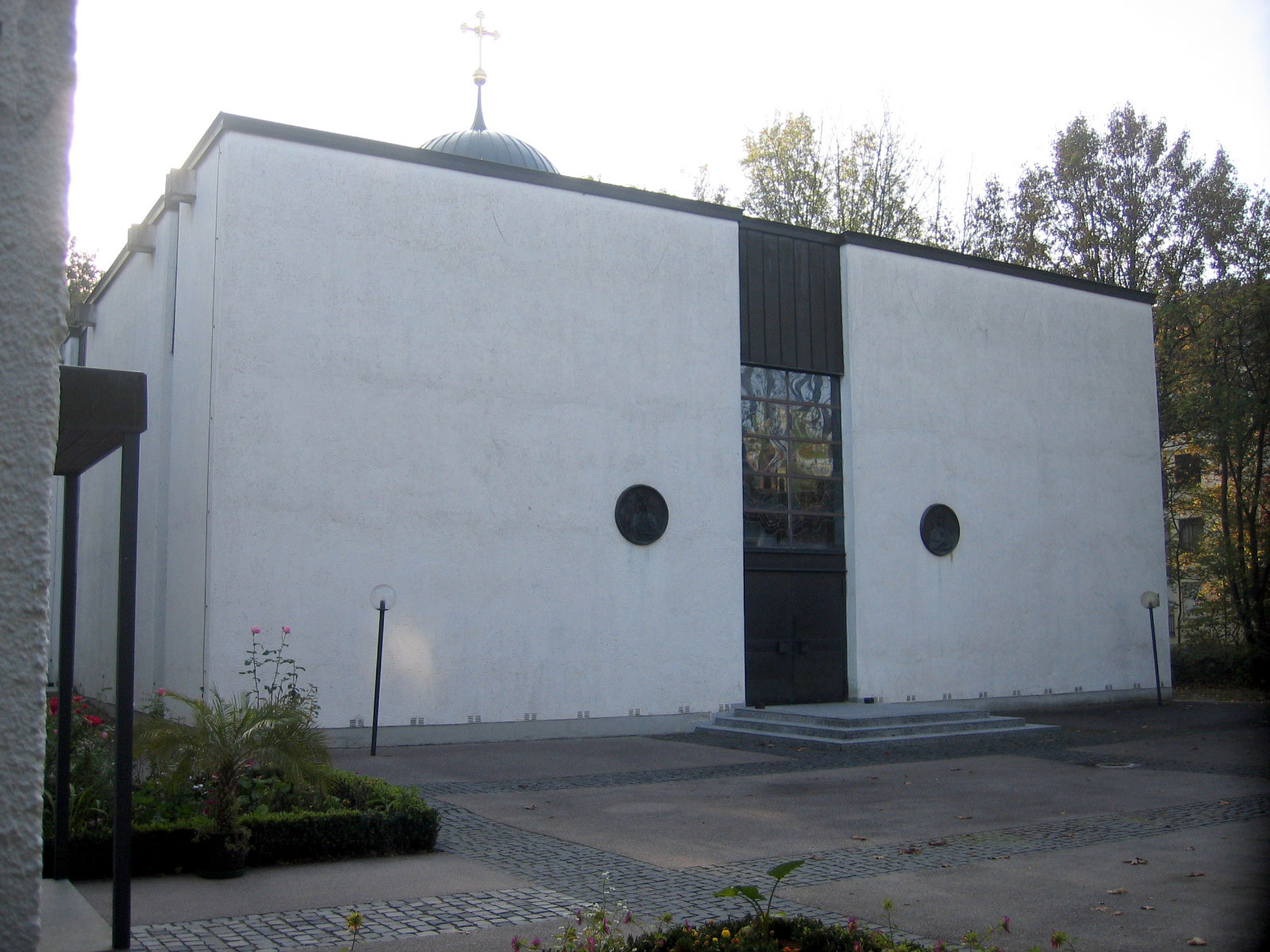
Maria Schutz und St. Andreas

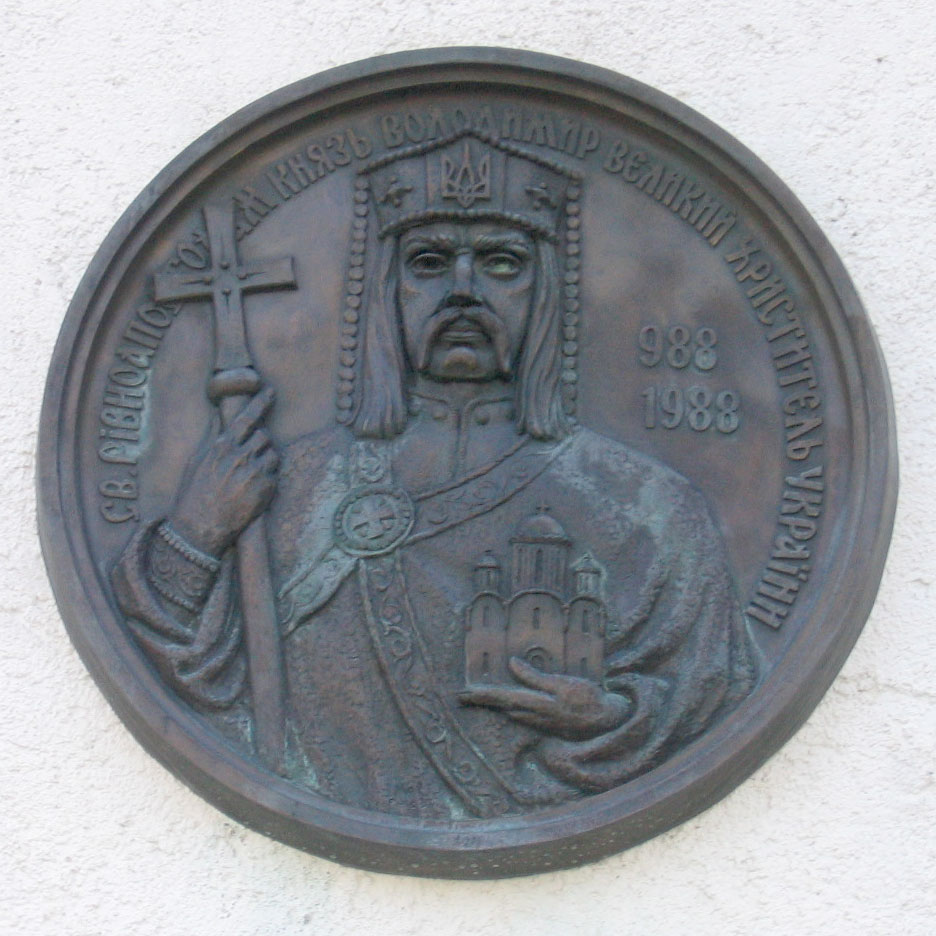
Hl. Wladimir

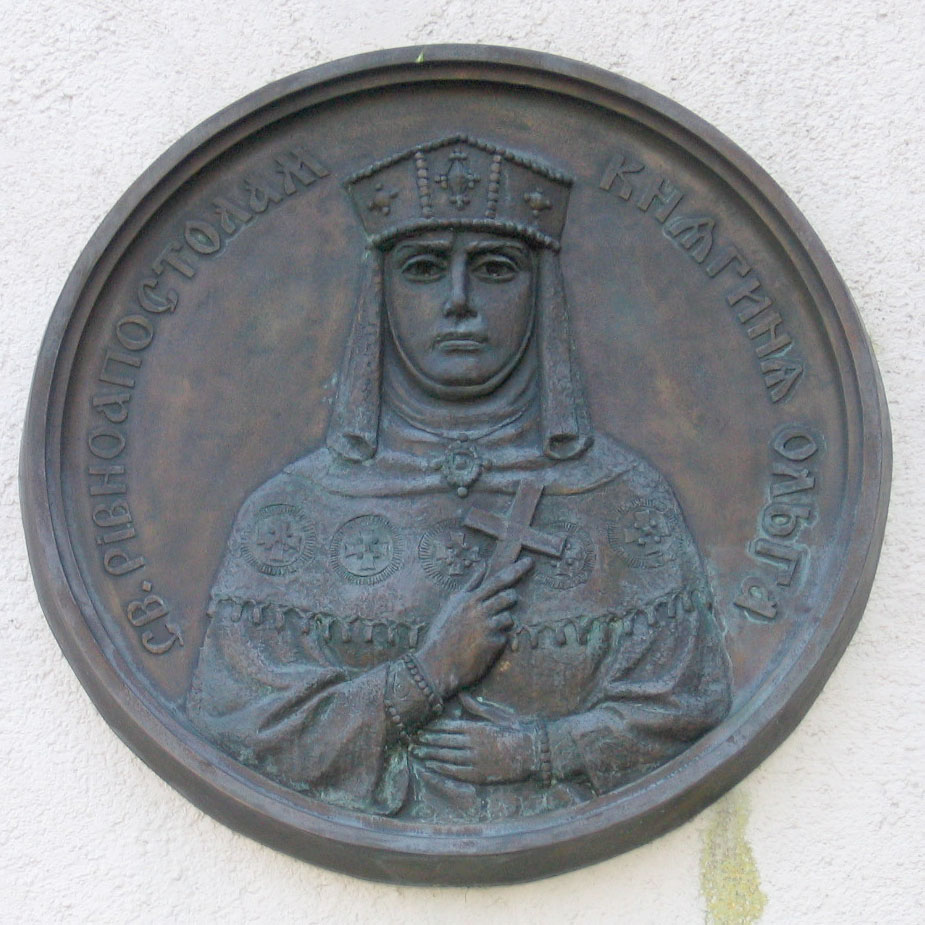
Hl. Olga

Die Kirche Maria Schutz und St. Andreas im Münchner Stadtteil Untergiesing ist die Kathedrale der Apostolischen Exarchie für katholische Ukrainer des byzantinischen Ritus in Deutschland und Skandinavien.

## Geschichte
Die Kirche wurde nach den Plänen des Architekten Erwin Schleich errichtet. Sie wurde am 17. Oktober 1976 geweiht.
Am 22. November 2008 wurde vor der Kathedrale ein Gedenkstein für die Opfer des Holodomors enthüllt.
Das Patrozinium bezieht sich auf die Legende der Marienerscheinung des Andrej Jurodiwi, Festtag ist Mariä Schutz und Fürbitte (kirchenslawisch Покровъ Pokrova, 1./14. Oktober greg./jul.).

## Das Äußere
Die Kirche ist ein Quaderbau mit einer Grundfläche von etwa 18 m Breite und 24 m Länge. Die breite Fassade ist in der Mitte durch das Eingangstor und ein darüber angeordnetes Glasfenster unterteilt. Daneben befinden sich runde Bronzereliefs der Begründer des Christentums in der Ukraine, links vom Eingang des heiligen Wladimir (ukr. Wolodymyr), rechts der heiligen Olga.
Die Rückseite der Kirche bilden drei gleich große, halbrunde Apsiden, welche die Dreifaltigkeit symbolisieren. In der Mitte des Flachdachs erhebt sich eine Kuppel, gekrönt von einem Kreuz.

## Das Innere
Vom Eingang an der Westseite gelangt man durch einen Vorraum in den Hauptraum. Der Altarraum ist gegenüber dem Hauptraum leicht erhöht und durch die Ikonostase von diesem getrennt.